# إيمر محمد
إيمر محمد (بالفارسية: ایمر محمد) هي قرية تقع في غلستان في إيران. يقدر عدد سكانها بـ 1,481 نسمة .